# Johny Schleck
Johny Schleck (Assel, 22 november 1942) is een voormalige Luxemburgse wielrenner. Zijn vader, Gustav Schleck, was wielrenner in de jaren 30. 

## Carrière
Tussen 1965 en 1974 was Schleck beroepswielrenner en nam hij onder andere 7 maal deel aan de Tour de France. Van 1965 tot 1968 reed hij bij de ploeg Pelforth - Sauvage - Lejeune, vanaf 1969 tot aan het einde van zijn carrière bij de Bic-ploeg.
Zijn beste resultaat in de Tour de France behaalde hij 1970, toen hij 19e werd in het algemeen klassement; in 1967 werd hij 20e. In 1968 reed hij in dienst van de winnaar Jan Janssen en in 1973 reed hij in de ploeg van de latere winnaar van de Tour de France, Luis Ocaña. In 1970 won hij een rit in de Ronde van Spanje. In 1965 en 1973 was Schleck kampioen van Luxemburg. 

## Persoonlijk leven
Schleck is gehuwd en heeft drie zonen, waarvan er twee profwielrenner zijn geweest: Andy (1985) en Fränk (1980).